# Église Sant'Agostino de San Gimignano
Pour les articles homonymes, voir Sant'Agostino (homonymie).

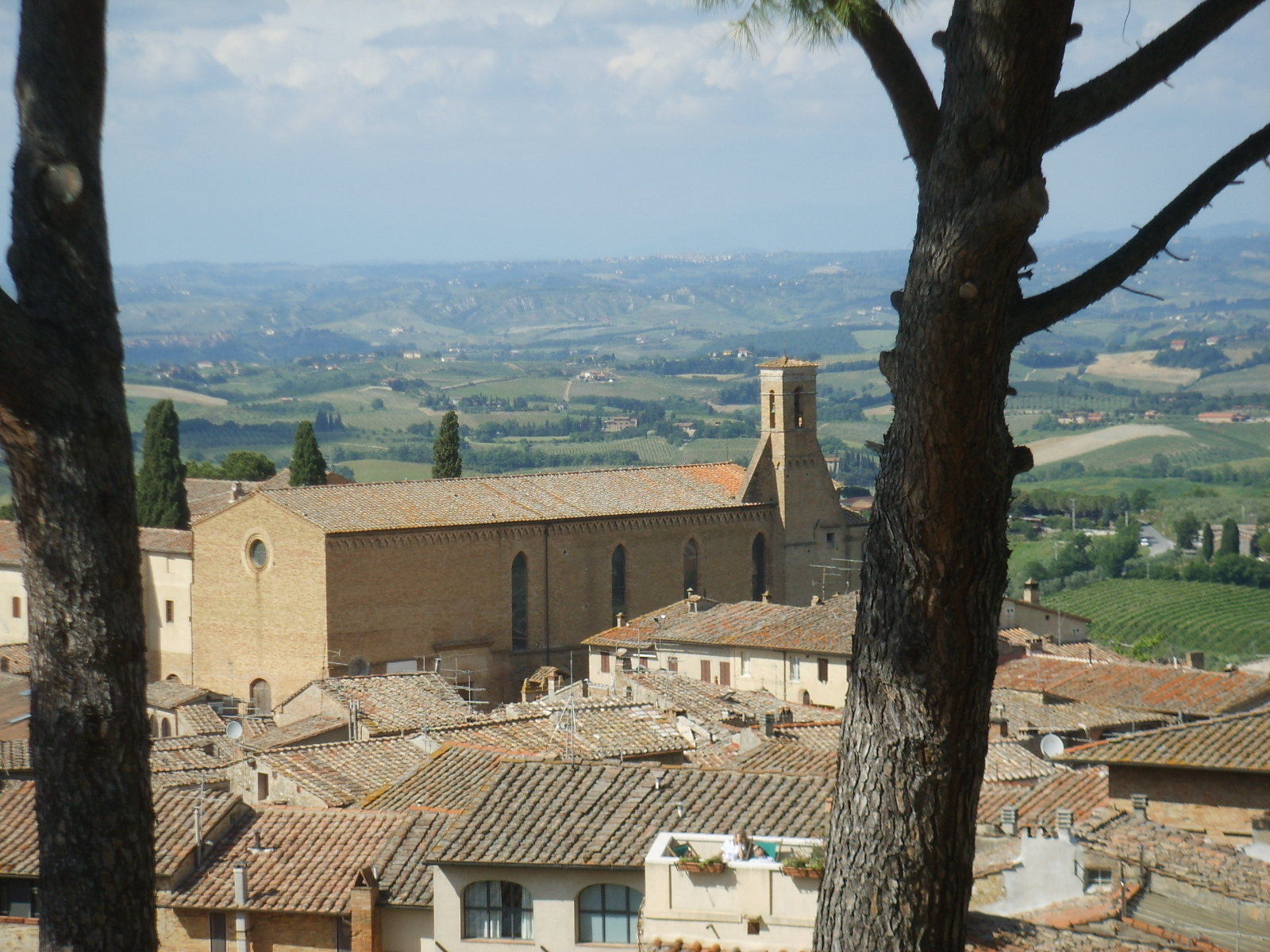

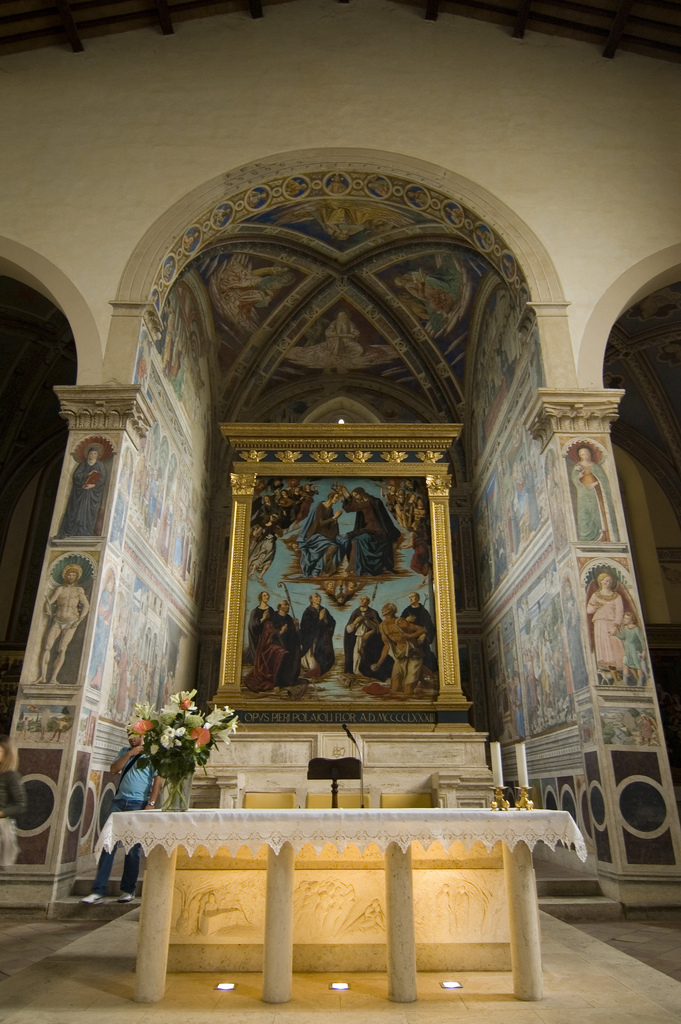
Le chœur.

L'église Sant'Agostino de San Gimignano est le second plus grande église de cette ville toscane après la collégiale.
Le début de sa construction remonte à 1280 pour se terminer en 1298, entièrement réalisée en briques, elle est simple et austère, avec les fenêtres géminées à arc trilobé et son style oscille entre roman et gothique et elle comporte un cloître, celui des Augustins datant du XVe siècle.

## Intérieur
L'intérieur comporte une seule nef et trois chapelles :
- la chapelle San Bartolo sur l'envers de la façade :
  - autel de marbre de Benedetto da Maiano,
- la chapelle de droite :
  - fresques de la Vita della Vergine de Bartolo di Fredi (1374-1375), copies de celles perdues de Simone Martini, Ambrogio et Pietro Lorenzetti (1335) de la façade de Santa Maria della Scala de Sienne,
- la chapelle de gauche :
  - tableau de la Madonna in trono col Bambino e Santi de Pier Francesco Fiorentino (1494) avec au-dessus dans le tympan, les fresques du début du Cinquecento du peintre sangimignese Vincenzo Tamagni.
- la nef :
  - le retable Nascita di Maria de Vincenzo Tamagni (1523),
  - le San Sebastiano con devoti de Benozzo Gozzoli, au milieu de la nef (terminé le 28 juillet 1464),
  - le retable du maître-autel avec l'Incoronazione della Vergine, santi e angeli musicanti de Piero Pollaiuolo (1483),
  - tableau de la Madonna in trono con bambino e Santi de Ridolfo del Ghirlandaio (1511),
  - le fameux cycle de fresques de la Histoire de la vie de sant'Agostino de Benozzo Gozzoli dans l'abside centrale (1464-1465).

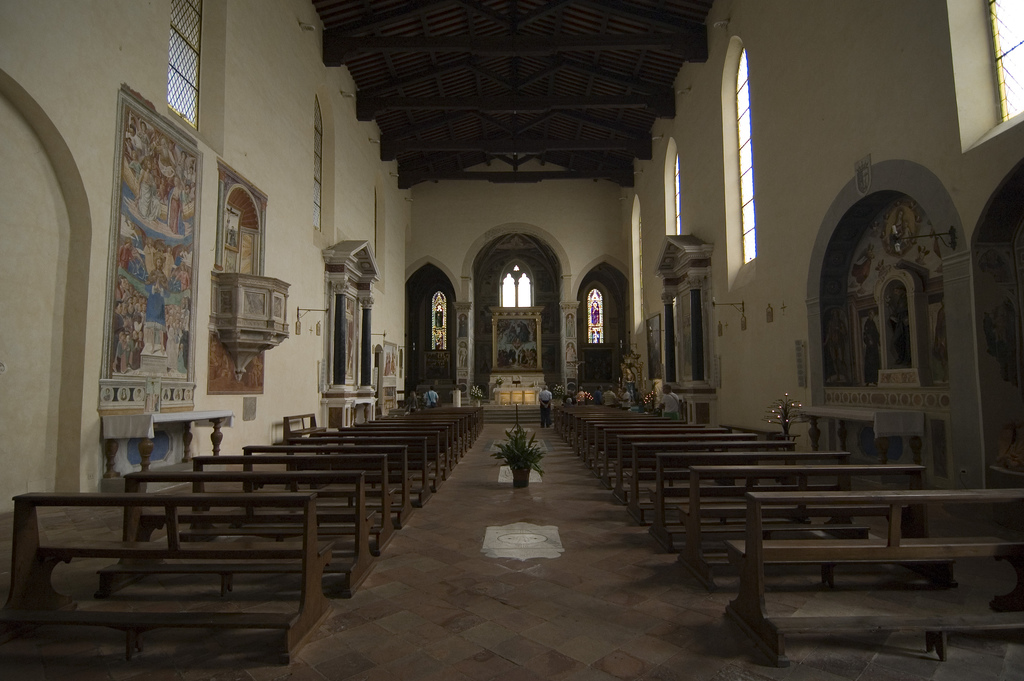
La nef.
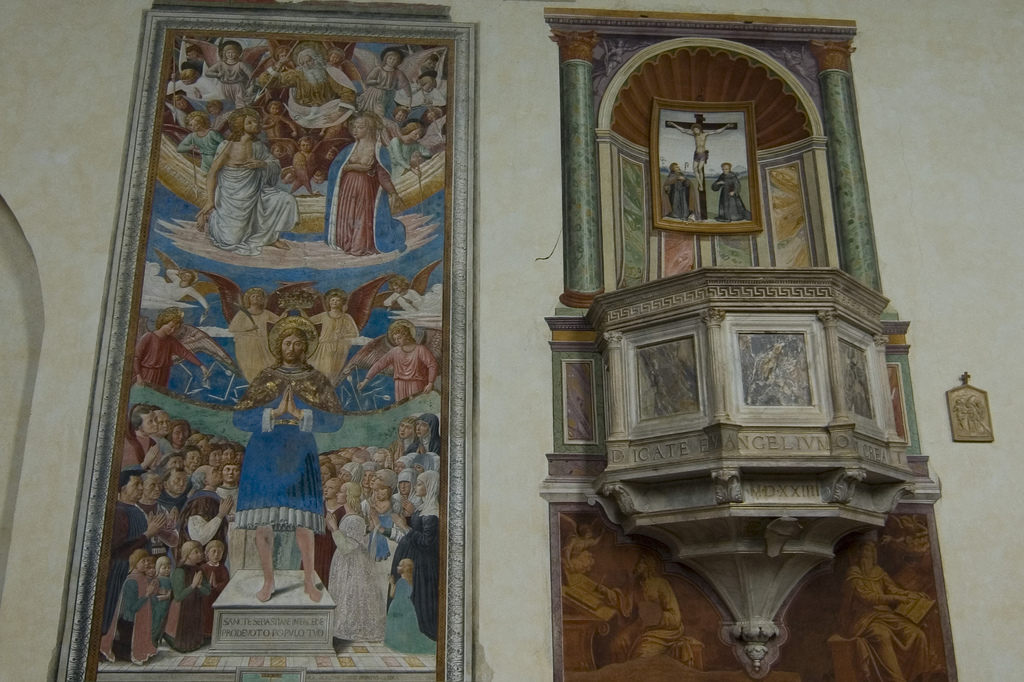
La chaire
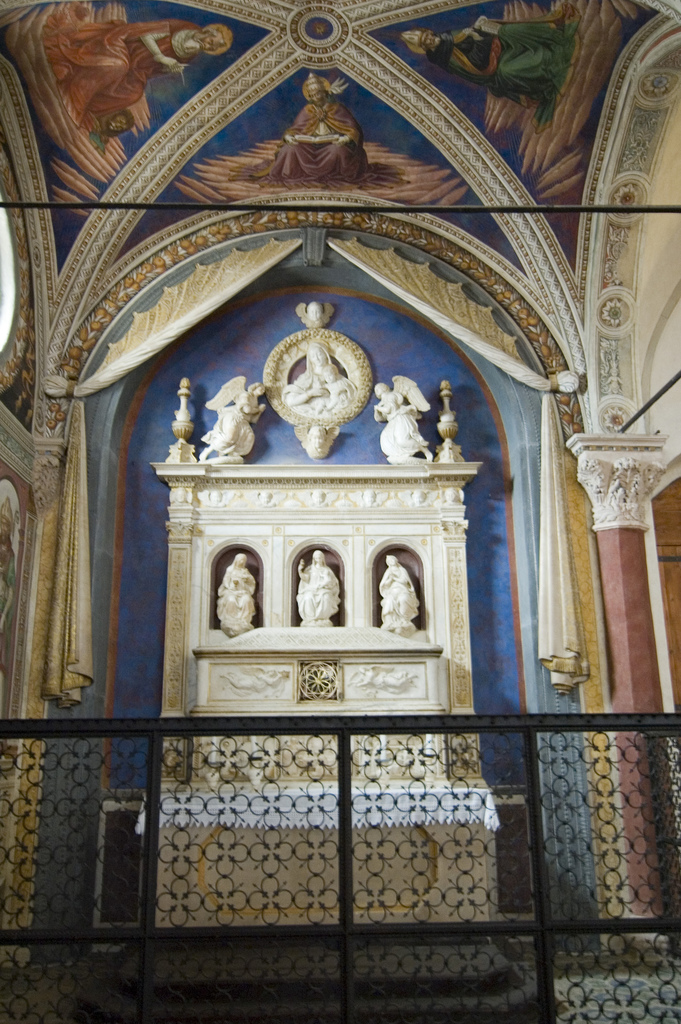
L'autel de marbre.
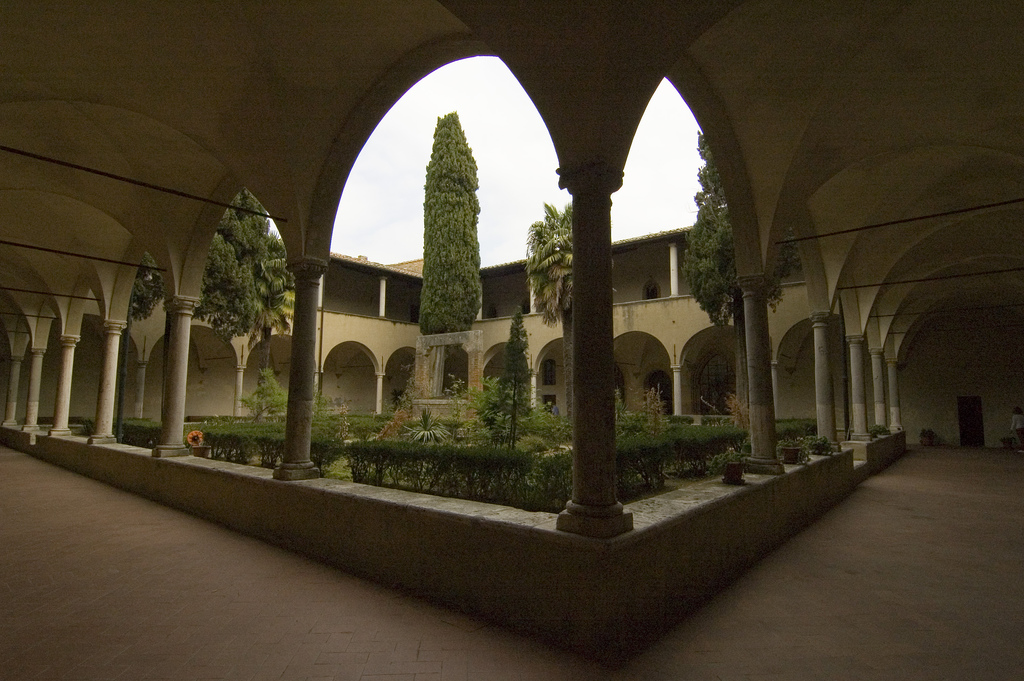
Le cloître.

## Sources
- (it) Cet article est partiellement ou en totalité issu de l’article de Wikipédia en italien intitulé « Chiesa di Sant'Agostino (San Gimignano) » (voir la liste des auteurs).